# Maladera ollivieri
Maladera ollivieri är en skalbaggsart som beskrevs av Keith 1998. Maladera ollivieri ingår i släktet Maladera och familjen Melolonthidae. Inga underarter finns listade i Catalogue of Life.